# Petricola californiensis
Petricola californiensis is een tweekleppigensoort uit de familie van de Veneridae. De wetenschappelijke naam van de soort is voor het eerst geldig gepubliceerd in 1932 door Pilsbry & Lowe.